# Környezeti sugárzás
A környezeti sugárzás lehet elektromágneses sugárzás, kozmikus sugárzás, radioaktív vagy más mesterséges forrásból származó részecskesugárzás. A környezetünk legalapvetőbb tulajdonsága, hogy mindenhol megfigyelhetünk valamilyen sugárzást.

## Kategóriák
Hagyományosan két kategóriába sorolható a környezeti sugárzás: 
- természetes sugárzás
- mesterséges eredetű sugárzás[1]

## A környezeti sugárzás anomáliái
NORM  (Naturally  Occurring  Radioactive  Materials) anyagoknak nevezi a szakirodalom azokat az anyagokat, amelyek a természetes eredetű sugárzások a szokásosnál lényegesen nagyobb intenzitását okozzák egyes helyeken, és ezek a hatások természetes módon dúsultak fel. 
TENORM (Technically  Enhanced  Naturally  Occurring  Radioactive  Materials) anyagoknak nezeik, amennyiben a koncentrálódás nem természetes folyamatok, hanem emberi beavatkozások hatására következtek be.